# فالتوني
فالتوني (بالإنجليزية: Valtūnai) هي منطقة سكنية تقع في ليتوانيا في Ukmergė district municipality.[بحاجة لمصدر] يقدر عدد سكانها بـ 31 نسمة .